# 中国人民解放军工程兵
中国人民解放军工程兵，是中国人民解放军的一个兵种。

## 沿革
中国人民解放军工程兵诞生在南昌起义中。1927年南昌起义部队中就有工兵分队。1930年10月，中国工农红军第一方面军组建工兵连，随后扩编为工兵营。红军学校也设有培训工兵干部的学员连。截至1933年底，中国工农红军各军团都组建了工兵连。抗日战争时期，八路军、新四军各师、支队均建有工兵分队。中国人民抗日军政大学及延安炮校设有工兵专业。解放战争时期，1946年3月，中国人民解放军东北野战军组建了中国人民解放军首所工兵学校。1947年3月，中国人民解放军华东野战军组建了中国人民解放军首个工兵团。截至1949年9月，中国人民解放军各野战军共组建10个独立工兵团，各兵团、军、师中普遍成立了工兵分队。
中华人民共和国成立后，1950年底，中国人民解放军全军的独立工兵团已达到20个。随后，中央军委决定成立兵种领导机关。1951年3月，中国人民解放军工兵司令部在北京成立，此后逐渐统一了中国人民解放军全军工程兵部队的编制，建立了各级工程兵院校及科研机构。1952年12月，中国人民解放军工兵部队划分为隶属于总部、军区的独立工兵部队以及隶属于军以下部队的队属工兵部队。1953年9月，经中央军委批准，中国人民解放军工兵团分成工兵、舟桥、建筑这3种专业部队。1955年8月，中国人民解放军工兵司令部改称中国人民解放军工程兵司令部。此后，工兵专指工程兵编成内从事野战工程保障任务的专业部（分）队。
1958年4月11日，中央军委秘书长黄克诚主持会议，决定成立中国人民解放军工程兵特种工程指挥部（简称“特工指”），代号中国人民解放军7169部队，为兵团级单位，以中国人民志愿军第十九兵团机关（司令部各兵种干部调归各大军区）、中国人民志愿军工兵指挥所、中国人民志愿军后勤三分部(原19兵团后勤部)为基础组建，由军委工程兵司令员陈士榘兼任7169部队司令员和政委。部队机关驻内蒙古自治区额济纳旗。1958年8月18日总政批复特种工程指挥部党委委员为陈士榘、黄文明、曾旭清、赵东寰、张贻祥（军委炮兵靶场负责人）、胡天兰、李基、王义忠、霍天茂、张少华（铁道兵第10师政委）等10人，陈士榘为书记，黄文明为副书记。以后又增加了姚国民和马苏政为党委委员。副政委黄文明实际上是建设现场最高首长，曾旭清为副司令员，参谋长赵东寰（军委工程兵副参谋长），姚国民为政治部主任，李基为后勤部长，政治部副主任胡天兰，器材部副部长王义忠，马苏政任政治部组织部长后调任工程兵第54师师长兼政委。后勤部副部长萧大荃，工程处处长高万祥（工程兵第54师代师长）、从辽东调来施工的守备三师的师长李冠智。1960年全国经济困难，基地施工部队粮食困难，周恩来总理批示要求“依粮而居”，选择定点某地。1960年9月29日工程兵党委向毛泽东主席、中共中央、中央军委呈报了《导弹试验基础工程完成情况报告》。1960年10月30日，中共中央副主席、国务院副总理兼国防部长林彪到基地视察；11月4日聂荣臻、张爱萍、陈士榘等到基地视察；11月6日聂荣臻在基地干部大会上讲话，高度赞扬在两年半时间里建成基地的功绩和意义。1961年1月分管军事行政的副总参谋长张爱萍主持召开了总移交会。1962年初，决定撤销特种工程指挥部，以“特工指”司令部为基础组建工程兵工程部，施工部队整编组建军委工程兵的几个建筑工程师和直属部队、工程技术总队。1962年底“特工指”整编工作全部结束。
1959年11月，中国人民解放军工程兵领导机关向中央军委、中国人民解放军总参谋部提出增加定额、组建建筑师的建议。1961年5月，经中央军委批准，组建工程兵建筑师。截至1965年底，中国人民解放军工程兵部队已有约50万人，建筑团编配的工程机械增加了47.4％。1967年后，中国人民解放军工程兵根据中央军委决定，调整编制体制，精简建筑部队，抽调出一批建筑部队投入到加速重点国防工程建设中，另将一批建筑部队改编成机动步兵或者守备部队，将承担国防工业工程及民用机场、公路等建设任务的中国人民解放军工程兵建筑部队移交中国人民解放军基本建设工程兵。同时加强工兵、舟桥、伪装部队，组建工程维护、给水工程部队，增编工程机械装备。
1980年3月，中央军委召开中央军委常委扩大会议，讨论军队精简整编问题。邓小平指出：“我们存在的一个最大问题，就是军队很臃肿。”“减少军队人员，把省下来的钱用于更新装备，这是我们的方针。”会后，张震等人参与了军队精简整编和体制改革领导工作。具体工作由副总参谋长何正文分管。首阶段工作是减少人员。1982年，转入高层领导体制改革阶段。其中一项改革是将原中央军委炮兵、装甲兵、工程兵机关缩编降格，改为中国人民解放军总参谋部业务部门。总参谋长杨得志提议，由总参谋部、总政治部、总后勤部组成联合工作组，由张震牵头负责上述三个兵种整编的具体工作。1982年4月19日，形成了《关于炮兵、装甲兵、工程兵改为总参业务部后的任务、编制问题》的报告，经中央军委批准后，于8月16日颁布命令：自1982年9月1日起，军委炮兵、装甲兵、工程兵机关分别改成总参谋部炮兵部、装甲兵部、工程兵部，同时撤销中国人民解放军炮兵、装甲兵、工程兵的兵种领导机构。
1982年，新组建特种舟桥部队。1985年编制体制改革中，中央军委决定，除少部分工兵部队归属军区及总部建制领导之外，将大部分工兵部队编入各集团军，以营或者连为单位专业化编组，装备数量普遍增加。
1992年9月，撤销总参谋部炮兵部、装甲兵部、工程兵部，成立总参谋部兵种部下属的装甲兵局、炮兵局、工程兵局。2015年底至2016年初，在深化国防和军队改革中，中国人民解放军总参谋部撤销，成立中国人民解放军陆军领导机构，其中中国人民解放军陆军参谋部下设中国人民解放军陆军参谋部兵种局。
工程兵部队在中华人民共和国成立前的各时期，在参加抗美援朝战争、抗美援越及中印边境战争、中越战争中都发挥了重要作用。在中国人民解放军历史上规模最大的扫雷行动——中越边境大扫雷行动中，以工程兵为主组成的扫雷部队排除400平方公里雷区中的560多个雷场、220多万颗地雷，扫雷速度快、质量高、消耗低、无重大伤亡。在国防工程建设中，工程兵建成了中国首个导弹和原子弹试验基地，建设了许多大型核工业工程。在支援国家经济建设，工程兵参加了川藏公路、青藏公路、天山公路、中国酒泉卫星发射中心、成渝铁路、葛洲坝水利枢纽、首都机场扩建、珠海大爆破等工程的建设。在抢险救灾中，工程兵承担了唐山大地震救援及1998年“三江”抗洪抢险等任务。

## 编制

### 陆军工程兵部队
以下列出团以上工程兵部队：
- 中国人民解放军陆军参谋部兵种局
- 中国人民解放军东部战区陆军：
  - 中国人民解放军陆军舟桥第三十一旅[7]
  - 中国人民解放军陆军工程防化第七十一旅[8]
  - 中国人民解放军陆军工程兵第七十二旅[9]
  - 中国人民解放军陆军工程防化第七十三旅[10][11]
- 中国人民解放军南部战区陆军：
  - 中国人民解放军陆军工程兵第七十四旅[12]
  - 中国人民解放军陆军工程防化第七十五旅[13]
- 中国人民解放军西部战区陆军：
  - 中国人民解放军陆军工程防化第七十六旅[14][15]
  - 中国人民解放军陆军工程兵第七十七旅[16]
- 中国人民解放军北部战区陆军：
  - 中国人民解放军陆军工程防化第七十八旅[17]
  - 中国人民解放军陆军工程兵第七十九旅[18][19]
  - 中国人民解放军陆军工程防化第八十旅[20]
- 中国人民解放军中部战区陆军：
  - 中国人民解放军陆军舟桥第三十二旅[21]
  - 中国人民解放军陆军工程防化第八十一旅[22]
  - 中国人民解放军陆军工程兵八十二旅[23]
  - 中国人民解放军陆军工程防化第八十三旅[24]
- 中国人民解放军新疆军区
  - 中国人民解放军陆军工程防化第八十四旅[25]
- 中国人民解放军西藏军区
  - 中国人民解放军陆军工程防化第八十五旅[26]

### 其他工程兵部队
此外，中国人民解放军海军陆战队、中国人民解放军火箭军和中国人民解放军空降兵军也有属于自己的工程兵部队。

## 历任领导
中国人民解放军工程兵现无兵种领导机构。以下列出历史上各领导机构的领导。
| 司令员 1. 陈士榘 上将（1952年9月—1975年7月） 2. 谭善和 上将（1975年7月—1982年8月） | 政治委员 1. 黄志勇 中将（1957年2月—1965年8月） 2. 谭甫仁（1965年8月—1968年5月） 3. 李真（1969年10月—1975年8月） 4. 王六生（1975年8月—1982年8月） |

| 副司令员 - 李迎希（1951年3月—1955年5月） - 胡奇才（1955年3月—1975年8月） - 徐德操（1956年4月—1965年12月） - 谭友林（1960年8月—1975年6月） - 孙超群（1960年8月—1969年5月） - 聂鹤亭（1961年4月—1965年12月） - 谭善和（1966年3月—1973年12月） - 唐凯（1966年3月—1982年9月） - 马苏政（1970年3月—1975年8月） - 王耀南（1970年3月—1975年8月） - 崔萍（1970年3月—1982年9月） - 武宏（1970年3月—1982年9月） - 徐国贤（1975年8月—1982年9月） - 廖述云（1975年8月—1982年9月） - 曾旭清（1979年2月—1982年9月） - 贺光华（1979年2月—1982年9月） - 薛克忠（1979年3月—1982年9月） | 副政治委员 - 黄志勇（1953年4月—1957年2月） - 黄文明（1962年12月—1963年3月） - 谢明（1963年4月—1975年8月） - 李良汉（1967年6月—1982年9月） - 严庆堤（1969年8月—1982年9月） - 姚国民（1970年1月—1970年5月） - 刘月生（1970年1月—1982年9月） - 徐光友（1975年10月—1982年9月） - 江民风（1977年12月—1982年9月） - 陈祥（1977年12月—1980年5月） - 邓东哲（1979年2月—1982年9月） 顾问 - 胡奇才（1975年8月—1982年9月） - 王耀南（1975年8月—1982年9月） - 曾旭清（1978年12月—1979年2月） - 张国传（1978年4月—1982年6月） - 王兆湘（1978年12月—1982年9月） - 邱子明（1979年3月—1982年9月） - 徐国珍（1981年2月—1982年9月） - 李大同（1981年6月—1982年9月） |

| 司令部参谋长 1. 胡奇才（1955年8月—1957年10月） 2. 徐德操（1957年10月—1962年12月） 3. 谭善和（1962年12月—1966年3月） 4. 马苏政（1969年1月—1970年3月） 5. 崔萍（1970年3月—1975年8月） 6. 李恩宝（1975年8月—1982年9月） 司令部副参谋长 - 廖述云（1952年10月—1975年8月） - 赵东寰（1954年12月—1955年2月） - 赵东寰（1957年10月—1958年7月） - 谭善和（1960年7月—1962年12月） - 唐健伯（1960年7月—1970年5月） - 唐哲明（1960年7月—1964年5月） - 王耀南（1961年6月—1970年3月） - 曾旭清（1963年8月—1975年12月） - 李冠智（1965年8月—1981年2月） - 张国传（1966年3月—1978年4月） - 崔萍（1968年12月—1970年3月） - 武宏（1969年8月—1970年3月） - 张锡海（1970年4月—1975年12月） - 王凤阶（1970年7月—1977年9月） - 王振夫（1970年7月—1975年12月） - 白炳勋（1975年12月—1980年5月） - 吕新（1977年9月—1982年9月） - 许德厚（1978年5月—1982年9月） | 政治部主任 1. 李良汉（1957年8月—1965年8月） 2. 严庆堤（1965年10月—1969年8月） 3. 姚国民（1969年8月—1970年1月） 4. 刘月生（1970年1月—1975年8月） 5. 江民风（1975年8月—1982年9月） 政治部副主任 - 刘月生（1957年7月—1965年7月） - 李大同（1959年4月—1975年10月） - 姚国民（1963年2月—1969年8月） - 马苏政（1968年7月—1969年1月） - 刘月生（1969年1月—1970年1月） - 蔡传云（1970年1月—1982年9月） - 王振奎（1970年12月—1982年9月） - 黄鹤寿（1970年12月—1977年9月） - 王俊青（1975年8月—1982年9月） - 孙蔚（1975年8月—1982年9月） - 李大同（1978年8月—1981年6月） - 展征（1978年8月—1980年4月） - 刘镇亚（1979年1月—1982年9月） - 谷德（1979年4月—1981年8月） |

| 后勤部部长 1. 李基（1961年2月—1965年8月） 2. 武宏（1970年3月—1970年7月） 3. 陈信善（1970年7月—1977年9月） 4. 李健民（1977年9月—1982年9月） 后勤部政治委员 1. 陈信善（1969年8月—1970年7月） 2. 理黎影（1970年7月—1975年12月） 3. 李进生（1975年12月—1982年9月） 后勤部副部长 - 石世国（1961年2月—1966年5月） - 席舒民（1962年12月—1969年12月） - 肖大荃（1962年12月—1964年5月） - 王云（1962年12月—1982年9月） - 潘云山（1965年11月—1975年10月） - 焦文荣（1968年12月—1975年12月） - 姚祥哲（1970年7月—1975年12月） - 吕子轩（1970年12月—1975年12月） - 白炳勋（1972年9月—1975年12月） - 肖雨辰（1978年9月—1982年9月） - 王彦玲（1978年11月—1982年9月） - 王洁清（1979年10月—1982年9月） - 赵如瑛（1979年10月—1980年6月） - 李远定（1979年10月—1980年6月） 后勤部副政治委员 - 李凤岐（1961年2月—1967年5月） - 董桂才（1973年9月—1982年9月） - 严宗三（1975年8月—1975年12月） - 廖习仗（1975年8月—1975年12月） - 谷德（1975年12月—1979年4月） - 李耿（1978年12月—1982年9月） - 王之铎（1979年10月—1982年9月） | 器材部部长 1. 罗洪标（1956年4月—1959年1月） 2. 唐健伯（1959年1月—1960年7月） 3. 席舒民（1960年7月—1962年4月） 器材部副部长 - 唐健伯（1953年10月—1959年1月） - 张岗（1954年4月—1962年12月） - 席舒民（1958年5月—1960年7月） - 李凤岐（1960年6月—1961年2月） - 高万祥（1961年2月—1962年12月） - 赵云龙（1961年11月—1962年12月） |

| 部长 1. 崔萍（1982年9月—1984年12月） 2. 周培根（1984年12月—1991年8月） 3. 霍恩俊（1991年8月—1992年10月） | 政治委员 1. 江民风（1982年9月—1984年12月） 2. 王荫桐（1984年12月—1986年11月） 3. 刘振堂（1987年1月—1990年6月） 4. 刘庆芳（1990年6月—1992年10月） |

| 副部长 - 周培根（1982年9月—1984年12月） - 肖雨辰（1982年12月—1985年9月） - 贺二彦（1983年9月—1984年12月） - 谭国玉（1984年12月—1986年11月） - 何文山（1984年12月—1987年11月） - 霍恩俊（1987年12月—1991年8月） - 徐新江（1990年6月—1991年12月） - 张家栋（1991年8月—1992年10月） - 金春斌（1991年12月—1992年10月） | 副政治委员 - 王振奎（1982年9月—1984年12月） 政治部主任 1. 王振奎（1982年9月—1984年12月） 2. 王凤鸣（1984年12月—1990年6月） 3. 张黎（1990年6月—1991年4月） 4. 司增山（1991年4月—1992年10月） |